# Харченко, Софья Максимовна
Со́фья Макси́мовна Ха́рченко (укр. Софія Максимівна Харченко; 1 мая 1904 год, село Нехвороща, Константиноградский уезд, Полтавская губерния — 1986 год, село Нехвороща, Новосанжарский район, Полтавская область, Украинская ССР) — колхозница, звеньевая колхоза имени Чапаева Нехворощанского района Полтавской области, Украинская ССР. Герой Социалистического Труда (1948).

## Биография
Родилась 1 мая 1904 года в селе Нехвороща в крестьянской семье. Получила начальное образование. С 1928 года трудилась разнорабочей в колхозе имени Чапаева в селе Нехвороща. Была назначена звеньевой полеводческого звена. После освобождения в 1944 году Полтавской области от немецких захватчиков восстанавливала разрушенное колхозное хозяйство.
В 1947 году звено Софьи Харченко собрало в среднем по 31 центнеров ржи с каждого гектара на участке площадью 10 гектаров. В 1948 году удостоен звания Героя Социалистического Труда «за получение высоких урожаев пшеницы, ржи и сахарной свеклы при выполнении колхозом обязательных поставок и натуроплаты за работу МТС в 1947 году и обеспеченности семенами зерновых культур для весеннего сева 1948 года».
В дальнейшем поменяла фамилию на Омельян. В 1968 году вышла на пенсию. Проживала в родном селе, где скончалась в 1986 году. Похоронена на местном сельском кладбище. Её могила является памятником культуры и истории Полтавской области.

## Награды
- Герой Социалистического Труда — указом Президиума Верховного Совета СССР от 10 мая 1948 года
- Орден Ленина
- Медаль «В ознаменование 100-летия со дня рождения Владимира Ильича Ленина»

## Комментарии
1. ↑  В дальнейшем носила фамилию Омелья́н.